# Mittelhembach

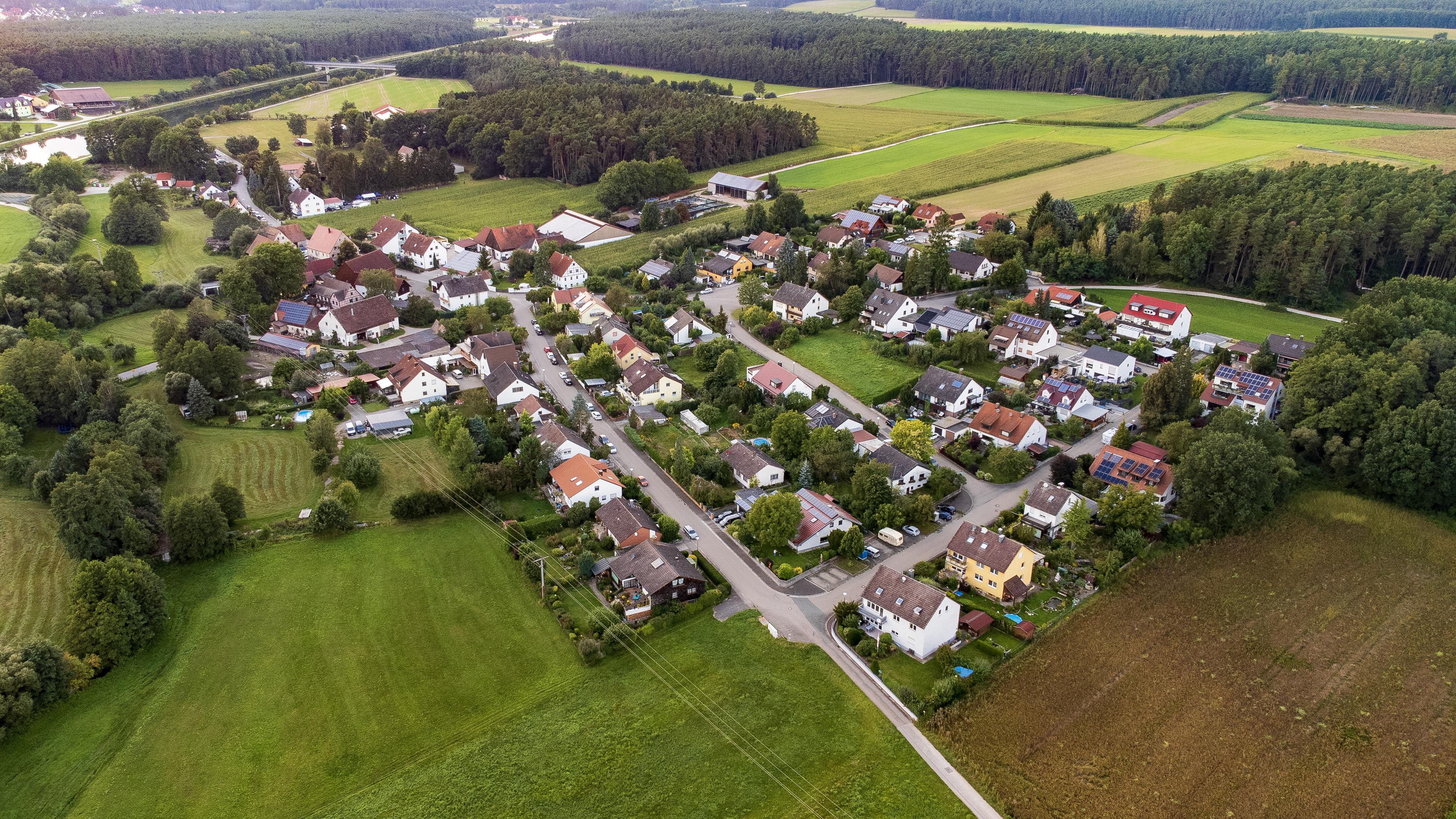
Mittelhembach aus südöstlicher Richtung

Mittelhembach (fränkisch: Middlhämmba) ist ein Gemeindeteil des Marktes Schwanstetten im Landkreis Roth (Mittelfranken, Bayern). Mittelhembach liegt in der Gemarkung Leerstetten.

## Lage
Das Haufendorf liegt einen Kilometer westlich von Schwand und ist größtenteils von Wald umgeben. Der Hembach fließt südlich am Ort vorbei und unterquert hier in einem stattlichen 120 Meter langen und 9 Meter tiefen Düker den Main-Donau-Kanal, der den Ort westlich begrenzt. Eine Gemeindeverbindungsstraße führt den Kanal überbrückend und die Bundesstraße 2 unterquerend nach Rednitzhembach (1,6 km westlich) bzw. zur Kreisstraße RH 1 (0,3 km südlich). Ein Wirtschaftsweg führt nach Harm (1,3 km nördlich).

## Geschichte
Der Ort wurde vermutlich im 12. Jahrhundert gegründet. Im burggräflichen Urbar des Jahres 1363 als „Mittelhembach“ erstmals schriftlich erwähnt. Der Ort bestand damals aus drei Huben. Das Bestimmungswort des Ortsnamens ist das Hydronym ‚Hembach‘, das sich auch bei den Orten Dürren-, Ober- und Rednitzhembach wiederfindet, und ‚Bach mit Hühnern‘ bedeutet. 1623 bestand der Ort aus vier Untertansfamilien, die alle ansbachisch waren. In der Vetter’schen Oberamtsbeschreibung des Jahres 1732 bestand der Ort aus fünf Anwesen und einem Hirtenhaus.
Im Jahre 1757 wurde eine Witwe, die ihr fünfjähriges Kind vergiftet hatte, am Richtamt Schwand angeklagt und mit dem Schwert enthauptet.
Gegen Ende des 18. Jahrhunderts bestand Mittelhembach aus 5 Anwesen (4 Ganzhöfe, 1 Halbhof) und einem Gemeindehirtenhaus. Das Hochgericht sowie die Dorf- und Gemeindeherrschaft und Grundherrschaft über alle Anwesen übte das brandenburg-ansbachische Richteramt Schwand aus.
Von 1797 bis 1808 unterstand Mittelhembach dem Justiz- und Kammeramt Schwabach. 1806 kam der Ort an das Königreich Bayern. Im Rahmen des Gemeindeedikts wurde 1808 Mittelhembach dem Steuerdistrikt Leerstetten und der 1818 gebildeten Ruralgemeinde Leerstetten zugeordnet. Im Zuge der Gebietsreform in Bayern, wurde Mittelhembach am 1. Mai 1978 nach Schwanstetten eingemeindet.

### Baudenkmäler
In Mittelhembach gibt es zwei Baudenkmäler:
- ein Sühnekreuz aus dem 15. Jahrhundert
- ein Bildstock, 17/18. Jahrhundert

Diese waren beim Bau des Main-Donau-Kanales in Gefahr, abzugehen, wurden deshalb transloziert und stehen heute in der Ortsmitte.

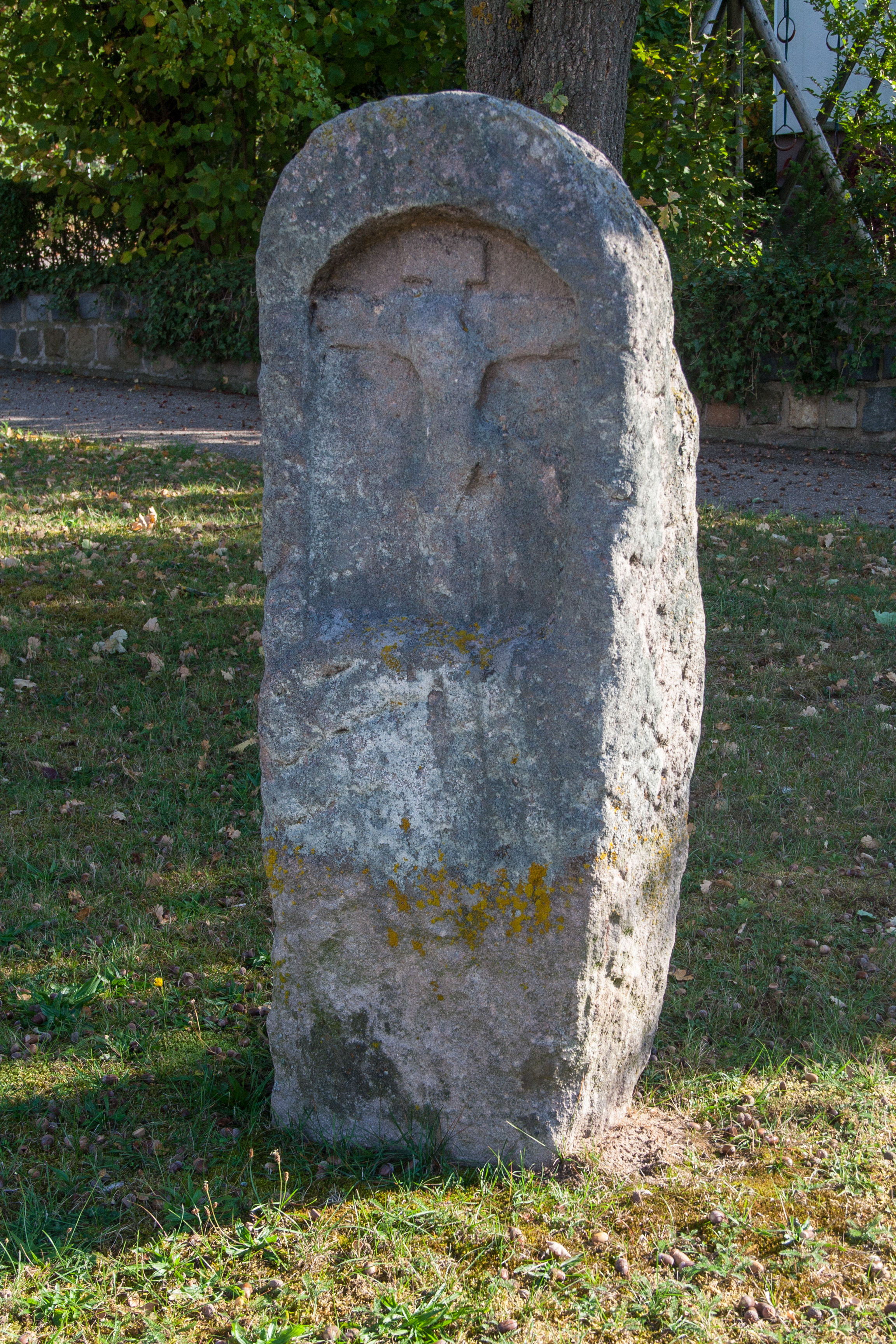
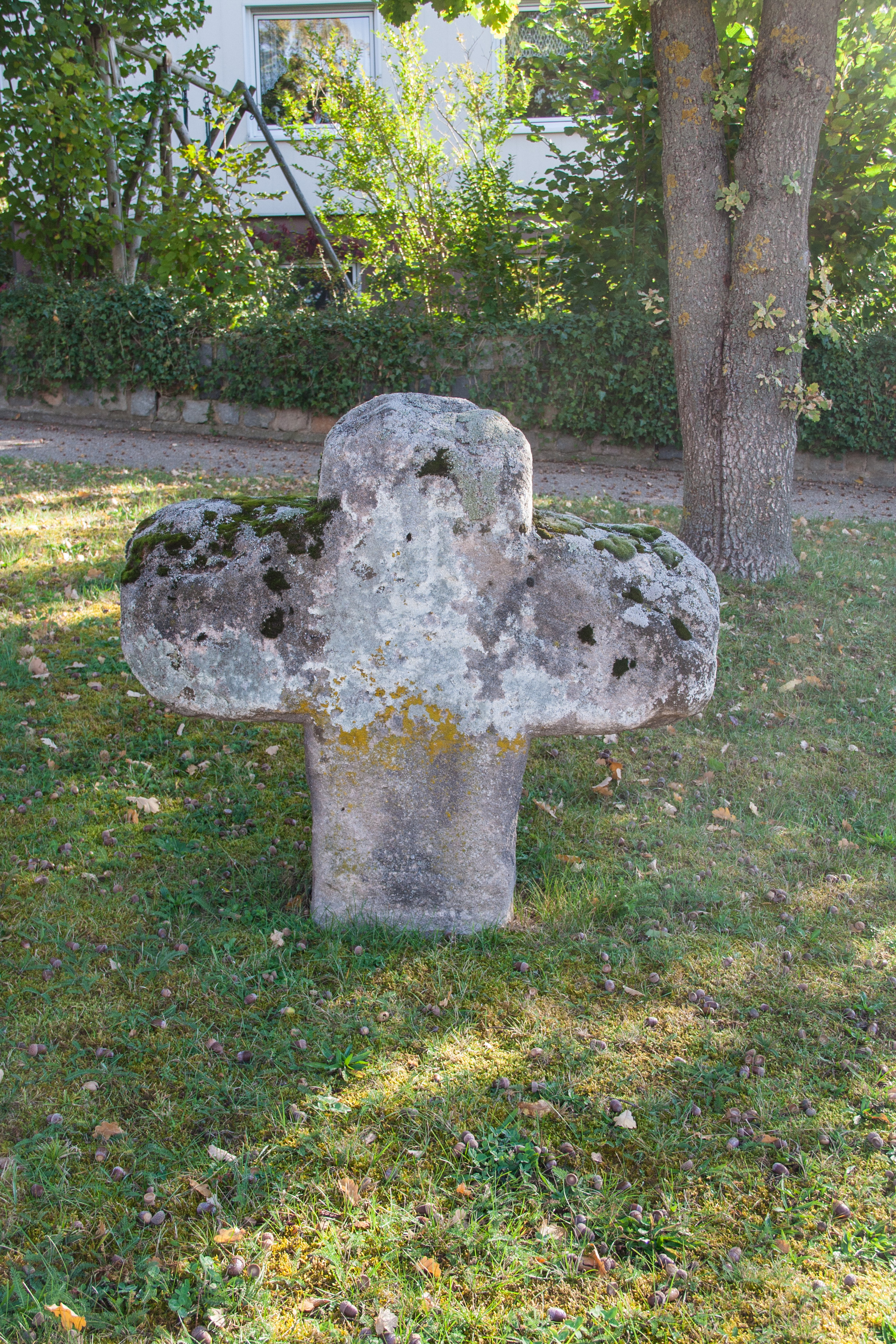

### Einwohnerentwicklung
| Jahr      | 001623 | 001818 | 001840 | 001861 | 001871 | 001885 | 001900 | 001925 | 001950 | 001961 | 001970 | 001987 | 002008 | 002014 | 002021 |
| Einwohner | 45     | *53    | 52     | 57     | 47     | 42     | 32     | 37     | 62     | 49     | 80     | 176    | 235    | 217    | 212    |
| Häuser    |        | *9     | 11     |        |        | 11     | 11     | 8      | 10     | 10     |        | 50     |        |        |        |
| Quelle    |        | [ 18 ] | [ 19 ] | [ 20 ] | [ 21 ] | [ 22 ] | [ 23 ] | [ 24 ] | [ 25 ] | [ 26 ] | [ 27 ] | [ 28 ] |        |        | [ 1 ]  |

## Religion
Mittelhembach ist seit der Reformation evangelisch-lutherisch geprägt und bis heute nach St. Johannes der Täufer (Schwand bei Nürnberg) gepfarrt. Die Katholiken sind nach Heilig Kreuz (Plöckendorf) gepfarrt.

## Heute
Die heutige Bebauung ist durchwegs neuzeitlich, obwohl einige der Gebäude noch Fachwerkbauweise zeigen. Das Gasthaus im Ort besteht aus massiven Sandsteinquadern und hat einen kleinen Biergarten. Am Ort wird ein kleiner Reiterhof mit 32 Boxen und eigenem Vereinsheim, ein Zuchtgehege für Rotwild, eine Rassehundezucht und weitere vielfältige Land- und Forstwirtschaft betrieben. Der Motorsportclub Leerstetten hat seit 1983 in Mittelhembach sein Vereinsheim und Gelände, hier werden u. a. Stock-Cars zusammengeschweißt. Am Hembach wird gelegentlich geangelt, jedoch findet keine umfangreiche Fischzucht statt, da das Gewässer westlich von Schwand als kritisch belastet gilt.
Auf den Dächern Mittelhembachs sind mehrere solarelektrische Anlagen mit einer Gesamtleistung von 50 kWh installiert. Einen Kilometer südlich des Ortes befindet sich die Schleuse Leerstetten, die ebenso wie die nachfolgenden in Eckersmühlen und Hilpoltstein, mit jeweils fast 25 Metern Hubhöhe als die drei höchsten Schleusen Europas gelten. Am Ort befindet sich eine Slipstelle zum Einsetzen von Sportbooten in den Main-Donau-Kanal. Die Haltung Eibach, an der Mittelhembach liegt, wird zeitweise auch intensiv freizeitlich genutzt, bspw. für Ruderregatten des Rudervereins 1880 Nürnberg, für Badefreuden, Grillabende aber auch zur Hundeabrichtung.